# متلألئة حبشية
متلألئة حبشية (الاسم العلمي:Luzula abyssinica) هي نوع من النباتات تتبع جنس المتلألئة من الفصيلة الأسلية.